# STS-88
是历史上第九十二次航天飞机任务，也是奮進號太空梭的第十三次太空飞行。

## 任务成员
- 罗伯特·卡巴纳（Robert D. Cabana，曾执行、以及任务），指令长
- 弗雷德里克·斯托考（Frederick W. Sturckow，曾执行、以及任务），飞行员
- 南希·居里（Nancy J. Currie，曾执行、以及任务），任务专家
- 杰瑞·罗斯（Jerry L. Ross，曾执行、以及任务），任务专家
- 詹姆斯·纽曼（James H. Newman，曾执行、以及任务），任务专家
- 谢尔盖·克里卡廖夫（Sergei Krikalev，俄罗斯宇航员，曾执行联盟TM-7、和平号EO-4、联盟TM-12、和平号LD-3、联盟TM-31、远征1号、联盟TMA-6以及远征11号任务），任务专家